# Titus Buberník
Titus Buberník, född 12 oktober 1933 i Pusté Úľany i Trnava, Tjeckoslovakien (idag i Slovakien), död 27 mars 2022, var en tjeckoslovakisk och slovakisk fotbollsspelare (mittfältare).

## Biografi
Buberník spelade 23 landskamper för det tjeckoslovakiska fotbollslandslaget mellan 1958 och 1963 och gjorde totalt fem mål. Han deltog i fotbolls-VM i Sverige 1958 och i fotbolls-EM i Frankrike 1960, där Tjeckoslovakien kom trea. Med Buberník i landslaget tog sig Tjeckoslovakien även till VM-finalen i Chile 1962, men slutade tvåa efter en förlust mot Brasilien.
På klubbnivå började Buberník i Slovan Bratislavas juniorlag, och spelade senare för bland annat ČH Bratislava och österrikiska LASK Linz.